# Залізнична аварія в Сантьяго-де-Компостелі
42°51′34″ пн. ш. 008°31′40″ зх. д. / 42.85944° пн. ш. 8.52778° зх. д.
Залізнична аварія в Сантьяго-де-Компостелі — залізнична аварія, що сталася ввечері 24 липня 2013 року поблизу міста Сантьяго-де-Компостела, Галісія, Іспанія. Швидкісний поїзд RENFE на шляху з Мадрида до Ферроль недоїжджаючи до станції Сантьяго-де-Компостела зійшов з рейок. За останніми даними, з 222 людей на борту 78 загинуло, більше 140 отримали поранення. Попередня версія аварії — перевищення швидкості поїзда більш ніж вдвічі.

## Опис
Аварія поїзда, який прямував з Мадрида до Ферроля, сталася близько 21 години за місцевим часом. Усі 13 вагонів поїзда зійшли з колії. За даними очевидців, після цього поїзд вигнуло і роздерло, деякі вагони врізалися в бетонну стіну, деякі вклинилися один в одного, один з них загорівся, останній вагон був повністю зруйнований. Один вагон навіть перелетів стіну заввишки п'ять метрів. У поїзді перебували 222 людини (218 пасажирів, 4 члени екіпажу) з них загинули 78 осіб, більше 140 отримали поранення, з них 36 осіб перебувають у критичному стані, майже нікому з пасажирів не вдалося залишитися неушкодженим.
Більшість із пасажирів, очевидно, були паломниками, у четвер 25 липня в місті відзначають день Апостола Якова, покровителя Сантьяго, але через катастрофу всі святкування було скасовано. Це найсерйозніша залізнична аварія в Іспанії за останні 40 років. В Іспанії оголосили триденну загальнонаціональну жалобу за загиблими. Відповідне рішення прийняв прем'єр-міністр країни Маріано Рахой. В регіоні Галісія, де сталася аварія, жалоба триватиме сім днів. Свої співчуття іспанцям висловили десятки світових лідерів.

## Розслідування
Попередня версія причини аварії — перевищення швидкості, як зізнався пізніше машиніст поїзда, швидкість машини в момент аварії становила 190 кілометрів на годину, хоча дозволена швидкість на цій ділянці 90 км/год, через те поїзд не вписався в крутий поворот. Разом із тим місцеві жителі повідомляли, що в момент аварії чули вибух, однак Міністерство внутрішніх справ Іспанії заперечує версію теракту. Обставини катастрофи розслідує спеціальна комісія, експерти переконані, що машиніст винен на всі 100%. 
Машиніст потягу — Франсиско Хосе Гарсон Амо — у 2012 році опублікував на своїй сторінці у Facebook фотографію спідометра, стрілка якого показувала швидкість 200 км/год. Машиніста потягу помістили під варту на час проведення розслідування.

## Галерея

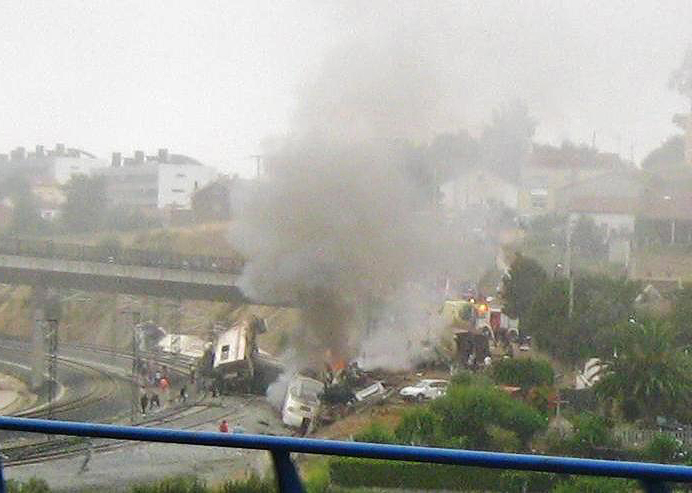
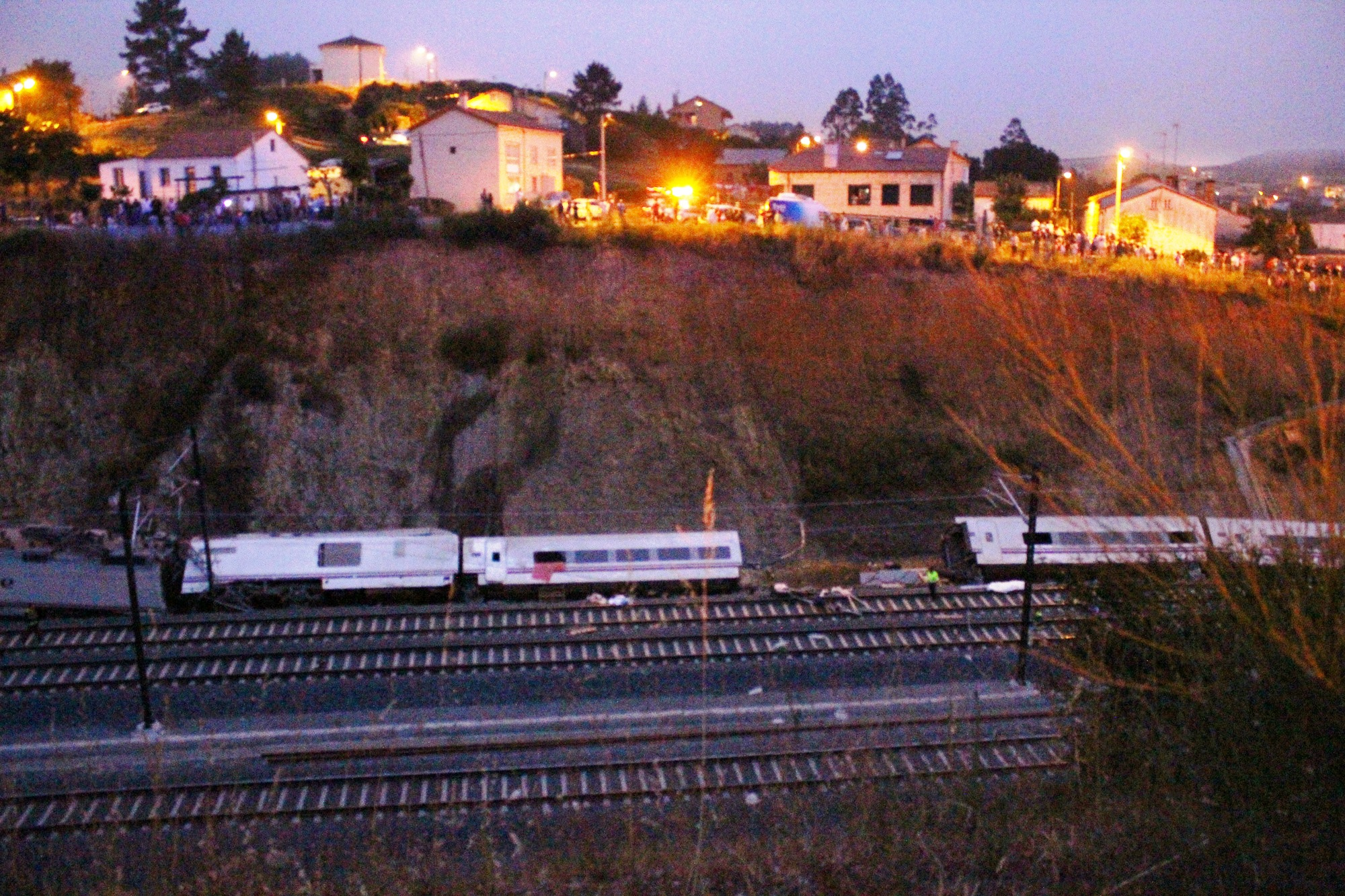
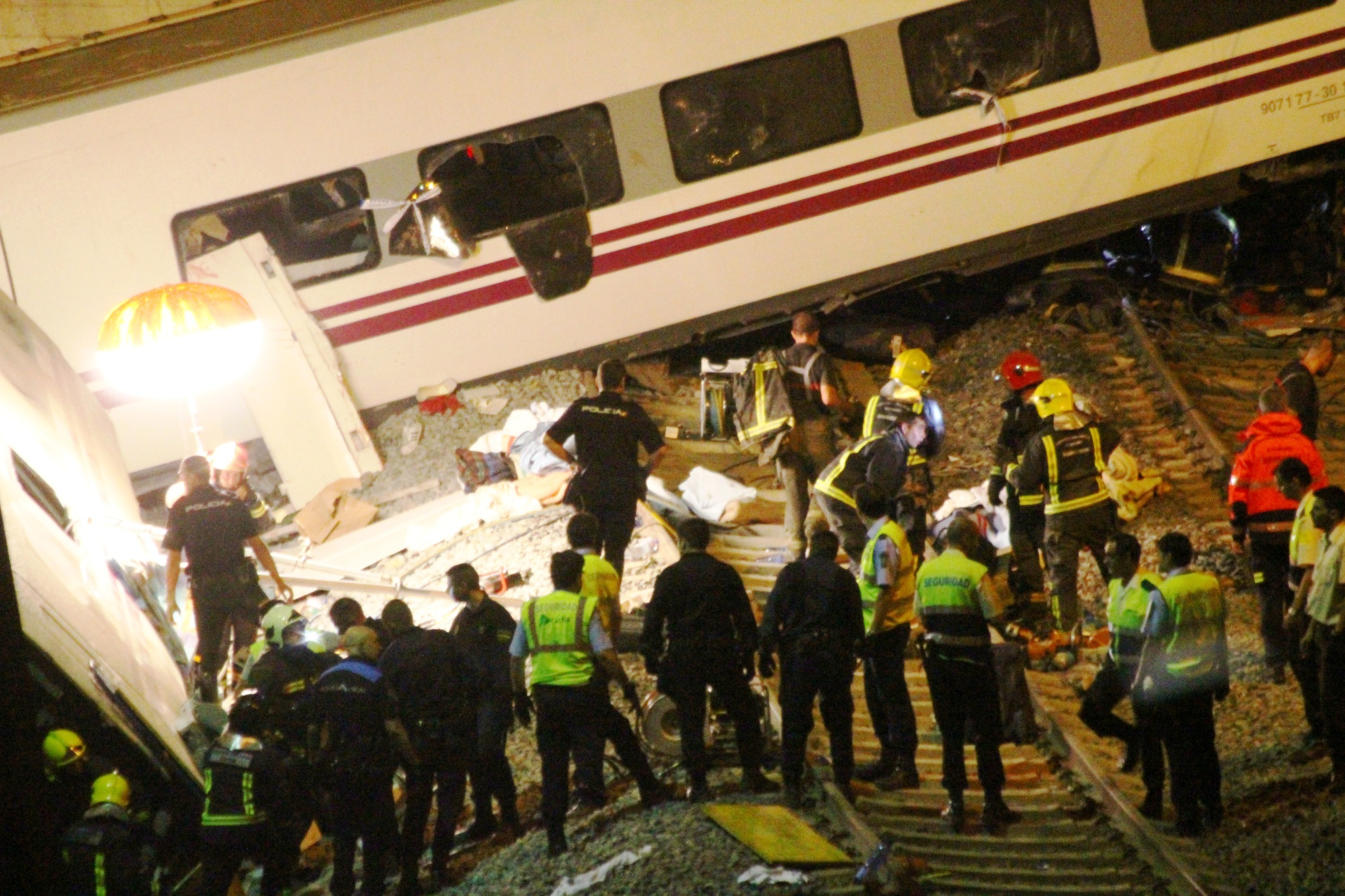
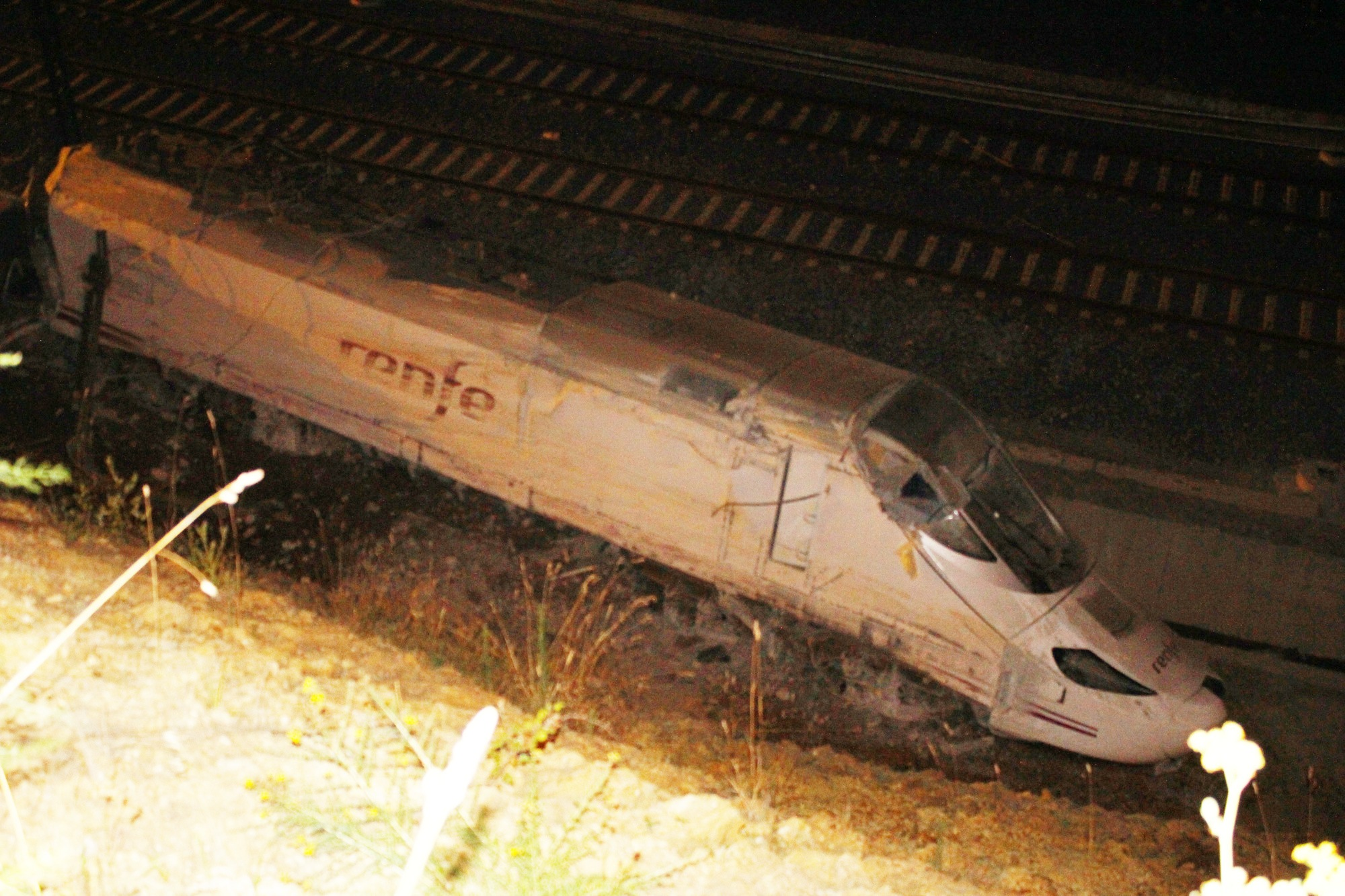